# Fabelmans: Povestea unei vieți aparte
Fabelmans: Povestea unei vieți aparte (titlu original: The Fabelmans) este un film american dramatic din 2022 regizat de Steven Spielberg. Rolurile principale sunt interpretate de actorii Michelle Williams, Seth Rogen și Paul Dano. A fost lansat de Universal Pictures la 23 noiembrie 2022, iar două zile mai târziu a avut premiera în România.

## Prezentare
Filmul este vag bazat pe copilăria lui Spielberg, care a crescut în Arizona.

## Distribuție
- Michelle Williams - mama lui Sammy și Anne
- Seth Rogen - unchiul lui Sammy și Anne
- Paul Dano - tatăl lui Sammy și Anne
- Gabriel LaBelle - Sammy Fabelman
  - Mateo Zoryna Francis-Deford - tânărul Sammy
- Julia Butters - Anne Fabelman, sora lui Sammy
- Oakes Fegley
- Gabriel Bateman
- Nicolas Cantu
- Sam Rechner - Chad
- Judd Hirsch
- Chloe East
- Isabelle Kusman
- Jeannie Berlin
- Robin Bartlett
- Jonathan Hadary
- Cooper Dodson
- Gustavo Escobar
- Lane Factor
- Stephen Matthew Smith
- Keeley Karsten
- Birdie Borria
- Alina Brace
- David Lynch
- Sophia Kopera - Lisa
- Jan Hoag - Nona